# Apocheiridium turcicum
Espèce
Apocheiridium turcicum est une espèce de pseudoscorpions de la famille des Cheiridiidae.

## Distribution
Cette espèce est endémique d'Anatolie en Turquie.

## Description
Apocheiridium turcicum mesure de 1 à 1,1 mm.

## Étymologie
Son nom d'espèce lui a été donné en référence au lieu de sa découverte, la Turquie.

## Publication originale
- Beier, 1967 : Ergebnisse zoologischer Sammelreisen in der Türkei. Annalen des Naturhistorischen Museums in Wien, vol. 70, p. 301-323 (texte intégral).